# Morgenstern (Ellingstedt)
Morgenstern ist ein Ortsteil der Gemeinde Ellingstedt, Kreis Schleswig-Flensburg. Er besitzt heute 51 Einwohner (2012).
In der Topographie des Herzogthums Schleswig, Band 2, von Wilhelm Lesser, erschienen 1853, wird der Ort folgendermaßen beschrieben: „2 Halbh[ufe], 1 Kathe, 1 Instenstelle und ein Wirthshaus an der Landstraße von Schleswig nach Hollingstedt und Husum, 1 ½ M[eile] südwestlich von Schleswig; Amt Gottorf, Arensharde; Kirchspiel Hollingstedt; Schuldistrict Ellingstedt.“
Am 23. Februar 1954 kam es in Morgenstern zu einem Großfeuer, bei dem die Bauernhöfe von Jürgen Engel, Willy Kühl und Hinrich Kühl ganz abbrannten. Vermutlich hatte ein Infrarotstrahler in einem Schweinestall Stroh in Brand gesetzt. Das Feuer weitete sich aufgrund der Windverhältnisse über die Straße aus. Das Feuer konnte von den herbeigeeilten Feuerwehren nicht gelöscht werden, weil die natürlichen Wasserstellen zugefroren waren. Die Feuerleute konnten nur bei der Bergung von Hab und Gut helfen und zogen sich dabei Verletzungen und Verbrennungen zu. Der Bauer Ernst Coordts rannte in sein brennendes Haus zurück, weil er eines seiner sechs Kinder vermisste. Seine Tochter war jedoch nicht im Haus, sondern bei Nachbarn in Sicherheit. Er selbst erlitt Verbrennungen zweiten und dritten Grades.